# Colias lada
Colias lada är en fjärilsart som beskrevs av Grum-grshimailo 1891. Colias lada ingår i släktet Colias och familjen vitfjärilar. Inga underarter finns listade i Catalogue of Life.